# Maroc Telecom
Pour les articles homonymes, voir IAM (homonymie).
 (juin 2020).
Si vous disposez d'ouvrages ou d'articles de référence ou si vous connaissez des sites web de qualité traitant du thème abordé ici, merci de compléter l'article en donnant les références utiles à sa vérifiabilité et en les liant à la section « Notes et références ».
Maroc Telecom (arabe : اتصالات المغرب, translittéré: Itissalat Al-Maghrib), acronymisé IAM, est une entreprise marocaine de télécommunications fondée en 1998.
L'entreprise a été privatisée en 2001 par l'État marocain, puis introduite en bourse en 2004, à la fois sur Euronext Paris et à la Bourse de Casablanca. Depuis 2014, son principal actionnaire est l'opérateur émirati Etisalat.
Leader du secteur des télécommunications au Maroc, Maroc Telecom est également présente dans plusieurs pays d'Afrique francophone, où elle réalise environ 40 % de son chiffre d'affaires.
Le siège social de Maroc Telecom est situé à Rabat.

## Histoire

### Création
En 1999, l'Office national des postes et télécommunications (ONPT), est divisé en deux entités séparées : 
- Poste Maroc
- Maroc Telecom

Cette dernière devient une société anonyme indépendante  dont le capital appartient à 100 % à l'État marocain. Son PDG devient Abdeslam Ahizoune, ancien directeur général de  l’ONPT.
En décembre 1999, Maroc Telecom fait l'acquisition de 80 % du capital de Casanet, un fournisseur d’accès à Internet au Maroc, qui a créé en 1995 le site Menara

### Années 2000
Fin 2000, le gouvernement marocain lance la privatisation de Maroc Telecom.
Après un appel d'offres international, le géant français Vivendi, dirigé par Jean-Marie Messier, achète 35 % du capital de Maroc Telecom pour 23 milliards de dirhams.
Les francais de Vivendi décident de garder Abdeslam Ahizoune comme PDG de Maroc Telecom. En avril 2001, à la suite de l’appel d’offres international lancé par le gouvernement mauritanien, Maroc Telecom acquiert 54% du capital du groupe Mauritel, l’opérateur historique mauritanien, créé en 1999.
Le 17 octobre 2001, Casanet devient une filiale à 100% de Maroc Telecom. Son activité est centrée sur des offres entreprises et la gestion de portails, dont le portail Menara.
En novembre 2004, le Groupe Vivendi, dirigé par Jean-René Fourtou, rachète 16% des parts restantes de l’État marocain dans Maroc Telecom pour 1,1 milliard d'euros.
Selon l'analyse du journal Le Monde :  "Vivendi souhaite assurer la pérennisation du contrôle de la pépite Maroc Telecom, certainement l'un des opérateurs de télécommunications les plus rentables au monde"
Un mois plus tard, Maroc Telecom introduit une partie de son capital aux bourses de Casablanca et de Paris.
En décembre 2007, au terme d'un programme d'échange d'actions entre l'État marocain par l'intermédiaire de la Caisse de dépôt et de gestion du Maroc (CDG) et Vivendi, ce dernier acquiert 2 % supplémentaires, ce qui porte ainsi sa participation à 53 % du capital contre 30 % pour la CDG.
Les 17 % étant détenus par le public cotés en bourse de Bourse de Paris et de Bourse de Casablanca.
Maroc Telecom fait aussi l'acquisition de 51 % d'Onatel.
En février 2007, Maroc Telecom fait l'acquisition de 51 % de Gabon Télécom et, en juillet 2009, de 51 % de Sotelma.

### Années 2010
Vivendi et Etisalat commencent les négociations pour la vente de Maroc Telecom en 2013.
En mai 2014, Vivendi finalise la vente de ses parts dans Maroc Telecom au groupe émirati Etisalat. La vente des 53% de parts est finalisée pour un montant de 4,138 milliards d'euros.
Tout comme Vivendi avant eux, les Emiratis décident de conserver Abdeslam Ahizoune comme PDG de Maroc Telecom.
Le 5 mai 2014, Maroc Telecom annonce l'acquisition de 6 filiales africaines de Etisalat (marque Moov) pour 650 millions $.
Maroc Telecom est classé 38e en 2015 dans le classement des entreprises africaines du magazine Jeune Afrique.
En mars 2017, la compagnie propose une nouvelle offre internet haut débit par satellite.
La direction a annoncé avoir fait durant l'année 2017, un chiffre d'affaires de 34,9 milliards de dirhams,.
En avril 2018, la direction de Maroc Telecom annonce l’acquisition de 10 % supplémentaires du capital d'Onatel pour 41 millions d'euros. Maroc Télécom contrôle désormais 61 % du capital de cette société de téléphonie mobile.
Maroc Telecom a annoncé le 14 mars 2019 le rachat de Tigo Tchad (leader du marché au Tchad) , du groupe luxembourgeois Millicom International Cellular (MIC).
En juin 2019, le Régime collectif d’allocation des retraites (RCAR) fait l'acquisition de 16.229.447 actions, soit 5,81% du capital de Maroc Telecom. L'État Marocain ne dispose plus que de 22% de l'actionnariat.

### Années 2020
À partir de 2020, Maroc Telecom est impliqué dans un conflit judiciaire majeur avec son Inwi (Wana Corporate), qui l'accuse  d'abus de position dominante sur le marché marocain des télécommunications.
En janvier 2020, Maroc Telecom est condamné à verser une amende record de 3,3 milliards de dirhams (environ 310 millions d'euros) pour abus de position dominante et pratiques anticoncurrentielles. Le montant de cette amende est reversé au fonds spécial contre le Covid-19.
En juillet 2022, Maroc Telecom écope d'une nouvelle très forte amende, cette fois-ci de 2,45 milliards de dirhams, soit 233 millions d'euros. Cette affaire est liée à la précédente : à la suite de la sanction de janvier 2020, l'État marocain a obligé Maroc Telecom à une astreinte afin de partager ses infrastructures avec ses concurrents.
L'État a donc constaté que l'astreinte n'était pas respectée, Maroc Telecom cherchant toujours à bloquer le marché à ses concurrents. À la suite de cette sanction, Maroc Telecom déclare avoir fait appel de la décision de justice.
En juillet 2024, la cour d'appel de commerce de Casablanca confirme la condamnation de Maroc Telecom à verser 6,3 milliards de dirhams à Inwi pour réparation du préjudice subi. L'opérateur historique a procédé au paiement de cette amende en septembre 2024.
Le 25 février 2025, le conseil de surveillance de Maroc Telecom nomme Mohamed Benchaâboun, ancien patron de la BCP, comme président du directoire. Il succéde à Abdeslam Ahizoune qui a dirigé l'entreprise pendant plus de 27 ans.
Cette nomination est effective pour un mandat de deux ans, jusqu'au 1ᵉʳ mars 2027.
Le 27 mars 2025, Maroc Telecom et Inwi annoncent un partenariat stratégique visant à mutualiser les investissements dans le déploiement des infrastructures de fibre optique et de réseau mobile 5G au Maroc.
Ce partenariat prévoit la création de deux coentreprises détenues à parts égales :
- FiberCo, chargée du déploiement de la fibre optique jusqu’aux foyers. L’objectif est d’atteindre 1 million de prises d’ici deux ans, et 3 millions dans un horizon de cinq ans.
- TowerCo, responsable du développement du réseau mobile, avec la rénovation ou la construction de 2 000 tours télécoms en trois ans, et 6 000 à long terme.

L’investissement pour la phase initiale de trois ans est estimé à 4,4 milliards de dirhams. Cet accord stratégique a mis fin aux litiges entre les deux opérateurs, et a conduit à une réduction de l’indemnité due par Maroc Telecom à Inwi, de 6,38 à 4,38 milliards de dirhams.

## Activités

### Parc Mobile
Le parc mobile en Afrique est proche de 60 millions d'utilisateurs.

#### Support client mobile
Le support client mobile ne peut se faire que via un appel à un numéro spécial et non grâce à un formulaire de contact.

### Internet ADSL
Le parc ADSL atteint 1,2 million d’abonnements au Maroc à mi 2016.

### Télévision par câble
Maroc Télécom commercialise la télévision par câble au Maroc ; elle fournit un bouquet de chaînes marocaines, françaises, européennes et arabes, en plus des stations de radio, et un service de vidéo à la demande (VoD).

### Téléphonie fixe filaire
Le revenu de la Data Fixe progresse de 2,6 % à 892 millions de dirhams. Au 30 juin 2012, le parc Fixe au Maroc progresse de 0,9 % sur 1 an, à 1 245 milliers de lignes.

## Filiales et Participations
- Mauritel (51 %) - Mauritanie[25]
- Moov (Côte d'Ivoire, Bénin, Togo, Niger, Centrafrique)
- Onatel (51 %) - Burkina Faso. L'opérateur burkinabé, qui compte 6,8 millions d’abonnés, a été racheté par Maroc Telecom en 2007 pour la somme de 144 milliards de F CFA[26].
- Gabon Télécom (51 %) qui a fusionné avec Moov Gabon - Gabon
- SOTELMA  (51 %)- Mali
- Tigo Tchad (100 %) - Tchad
- Medi 1 TV (télévision) (39 %) - Maroc
- Menara Portail FAI (100 %) - Maroc

Le groupe est implanté dans dix pays d'Afrique, dont neuf en Afrique subsaharienne.
| Pays                      | Filiales           | Part de marché | Année d' acquisition |
| ------------------------- | ------------------ | -------------- | -------------------- |
| Mauritanie                | Mauritel           | 58 %           | 2001                 |
| Burkina Faso              | Onatel             | 49 %           | 2006                 |
| Gabon                     | Gabon Télécom      | 59 %           | 2007                 |
| Mali                      | Sotelma            | 39 %           | 2009                 |
| Bénin                     | Moov Bénin         | 40 %           | 2015                 |
| République centrafricaine | Moov Centrafrique  | 16 %           | 2015                 |
| Côte d'Ivoire             | Moov Côte d'Ivoire | 24 %           | 2015                 |
| Niger                     | Moov Niger         | 15 %           | 2015                 |
| Togo                      | Moov Togo          | 47 %           | 2015                 |
| Tchad                     | Tigo Tchad         | 54%            | 2019                 |
| Source: JA                |                    |                |                      |

### Casanet
Casanet est un fournisseur d'accès à internet marocain créé en 1995, qui commercialise en outre des prestations liées à Internet. Casanet est une filiale de l’opérateur historique Maroc Telecom depuis 2000, avec 100 % des actions.

#### Historique
En 1995, Menara a été créée par Casanet. En 1999, le portail marocain Menara a été lancé, proposant notamment un journal électronique. En 2000, Maroc Telecom a racheté 80 % du capital de Casanet. À partir du 1er janvier 2001, Casanet a été consolidé dans les comptes de Maroc Telecom. En 2002, Casanet a été restructuré et repositionné sur le marché. En 2007, l'activité Pages Jaunes de Maroc Telecom a été transférée à Casanet, qui a également lancé la version numérique de ce service. En 2014, le siège social et l'ensemble des activités de Casanet ont été transférés de Casablanca à Rabat. En 2016, Casanet a lancé des services cloud.

#### Activités
Casanet inclut des activités portant sur les réseaux les systèmes, la sécurité et communications unifiées, les prestations informatiques, le cloud computing et les services en ligne.

## Concurrence au Maroc
Dans le cadre de l'ouverture du marché à la concurrence, trois opérateurs sont actuellement autorisés à commercialiser des offres de télécommunication dans le pays : 
- Maroc Telecom, opérateur historique.
- Orange
- Inwi, d'installation plus récente (depuis 2006).

Sur la question de la concurrence, fin 2016, début 2017, l'opérateur Inwi ainsi qu'Orange Maroc lancent des actions juridiques et de communication afin d’accélérer le processus de dégroupage.
En mars 2025, Maroc Telecom et Inwi (Wana Corporate) ont officialisé la création de deux coentreprises, Uni Fiber et Uni Tower, visant à accélérer le déploiement de la fibre optique jusqu’aux abonnés (FTTH) et des réseaux 5G au Maroc. Ce partenariat stratégique prévoit un investissement initial de 4,4 milliards de dirhams sur une période de trois ans. Autorisées par l’Agence nationale de réglementation des télécommunications (ANRT) en juin 2025, ces entités auront pour mission, respectivement, de développer les infrastructures passives pour le FTTH, avec un objectif de 3 millions de prises d’ici 5 ans, et de construire ou rénover jusqu’à 6.000 tours de télécommunications sur 10 ans,.

## Connectivité à l'International
Maroc Telecom dispose d’une bande passante Internet internationale dont la capacité a presque doublé en un an, passant de 60 Gbit/s fin 2010 à 220 Gbit/s en 2012.
Une grande partie des communications téléphoniques et du trafic Internet avec l'Europe transite par le câble sous-marin Atlas offshore reliant Asilah à Marseille et le câble Loukkous reliant Asilah et Rota près de Séville en Espagne. Atlas offshore a une longueur de 1 634 km.
S’exprimant au lancement de ce câble, Abdeslam Ahizoune, Président du directoire de Maroc Telecom a déclaré : « Maroc Telecom a pris la décision de lancer le câble Atlas Offshore pour répondre à la demande croissante des centres d’appels et des activités d’offshoring dans notre pays. La construction de ce câble contribuera à confronter la position de leader de Maroc comme terre d’accueil des entreprises délocalisées. Maroc Telecom, qui supporte seul ce projet, entend ainsi apporter sa contribution à la promotion des investissements étrangers au Maroc ».
Le câble Loukkos a été mis en place. Le câble Loukkos est d’une longueur totale de 187 km. Les travaux de construction de cette liaison dont l'investissement s'élève à 143 millions de dirhams sont totalement pris en charge par Maroc Telecom. S'y ajoute la construction d’un câble terrestre à fibre optique reliant le Maroc, la Mauritanie, le Mali et le Burkina Faso (près de 5 000 km).